# Paratemnoides insularis
Paratemnoides insularis es una especie de arácnido del orden Pseudoscorpionida de la familia Atemnidae.

## Distribución geográfica
Se encuentra en las islas Galápagos.